# Pyrofluid

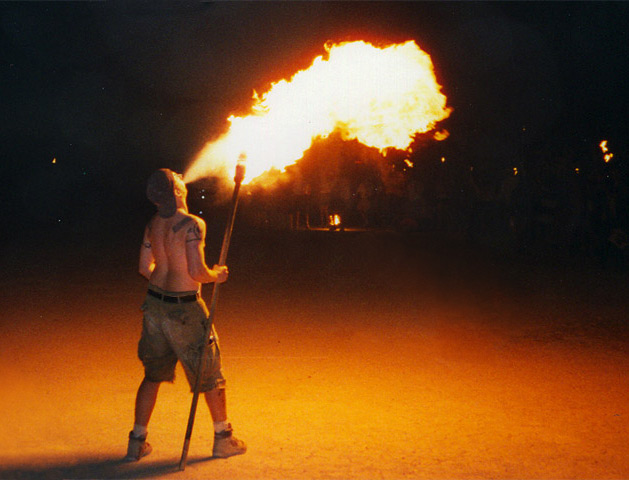
Einsatz von Pyrofluid zum Feuerspucken

Als Pyrofluid wird eine brennbare, flüssige Substanz bezeichnet.
Feuerspucker setzen bei ihrer Arbeit im Außenbereich oft im Handel unter diesem oder ähnlichen Namen erhältliche Spezialflüssigkeiten (ähnlich Petroleum) ein.
Diese flüssige Substanz hat den Vorteil, dass sie einen höheren Flammpunkt als Alkohole und andere Kohlenwasserstoffe wie z. B. Benzin oder Spiritus besitzt.
Alternativ zu Ölen werden auch Bärlappsporen, sog. Lycopodium bisdepuratum, zum Feuerspucken verwendet.
Diese haben den Vorteil, einen größeren Flammenball zu erzeugen und eine nicht ganz so heiße Flamme zu entwickeln.
Auf diese Ausweichvariante wird daher aus brandschutzrechtlichen Gründen vorzugsweise in Innenräumen zurückgegriffen.
Substanzen zum Feuerspucken sollten nur unter Anleitung erfahrener Feuerspucker verwendet werden, mittlerweile raten aber viele Fachgeschäfte generell vom Feuerspucken ab und einige Versandhäuser haben Pyrofluid aus dem Sortiment genommen.
Der Flammpunkt ist hierbei sehr wichtig: Ist dieser zu hoch, wandert die Flamme davon. Ist er zu niedrig, wandert die Flamme sehr nahe an das Gesicht.
Pyrofluid sollte sich bei Raumtemperatur nicht mit einem Streichholz oder einem Feuerzeug entzünden lassen.
Nur so kann sichergestellt werden, dass sich bei Unfällen kein Pyrofluid am Gesicht und Körper der betroffenen Personen leicht entzünden kann. Trotzdem kann es durch eine Dochtwirkung passieren, dass benetzte Kleidung entzündet wird.

## Gesundheitliche Gefahren
Wenn Pyrofluid in die Atemwege gerät, drohen sehr schwere gesundheitliche Schäden an der Lunge, die sogar zum Tod führen können. Auch Bärlappsporen sind nicht ungefährlich – speziell bei der Anwesenheit von Asthmatikern oder der Verwendung durch Asthmatiker.
Die Verwendung von Benzin, Spiritus, Aceton, Nitro-Verdünnung und anderen Substanzen als Pyrofluid für Feuerspucken  führt immer wieder zu schweren Verbrennungen, Todesfällen und/oder Vergiftungsfällen.